# Ixnay on the Hombre
Ixnay on the Hombre és el quart disc d'estudi de la banda californiana de punk rock The Offspring. Fou publicat el 4 de 
febrer 1997 per Columbia Records amb la producció de Dave Jerden.
El títol del disc és un joc de paraules i una metàfora que significa "Fuck the Man" o "Fuck Authority" (en català es podria traduir com "Puta autoritat" o "A la merda l'autoritat"). Per una banda, "Ixnay" és una paraula construïda mitjançant la versió Pig Latin de l'anglès ("Ixnay" és la versió Pig Latin de la paraula anglesa "nix"). Pel que fa a "Hombre" és la traducció d'"Home" en castellà, que en anglès és "Man", i "The Man" és un terme que s'utilitza per referir-se al govern o autoritat.
Després de l'èxit obtingut amb el seu àlbum previ (Smash) va esdevenir la banda més important del segell discogràfic independent Epitaph Records. Malgrat la seva intenció de continuar en aquest segell, diverses desavinences amb el fundador d'Epitaph, el guitarrita de Bad Religion Brett Gurewitz, van provocar que The Offspring signés amb Columbia Records finalment. Columbia va distribuir el treball per Amèrica del Nord mentre que per Europa ho va continuar fent Epitaph. Les sessions d'enregistrament es van realitzar entre el juny i l'octubre de 1996 als Eldorado Recording Studios amb el productor musical Dave Jerden.
L'àlbum va arribar al número 9 de la llista estatunidenca. Malgrat que fou menys reeixit que el seu predecessor, aconseguí la certificació de disc de platí. Les crítiques dels mitjans de comunicació musicals foren força positius que evidenciaven la seva consolidació com a banda de rock dur que intentava apropar-se al post-grunge.
La cançó "The Meaning Of Life" fou inclosa en la banda sonora de Tekken: The Motion Picture, adaptació anime de la saga de videojocs Tekken. Les cançons "All I Want" i "Gone Away" van ser un contingut descarregable per al videojoc Rock Band.

## Llista de cançons
Totes les cançons foren escrites i compostes per Dexter Holland, excepte les indicades.. 
| Núm.          | Títol                                                                                        | Durada |
| ------------- | -------------------------------------------------------------------------------------------- | ------ |
| 1.            | «Disclaimer»                                                                                 | 0:45   |
| 2.            | «The Meaning of Life»                                                                        | 2:56   |
| 3.            | «Mota»                                                                                       | 2:57   |
| 4.            | «Me & My Old Lady»                                                                           | 4:33   |
| 5.            | «Cool to Hate»                                                                               | 2:47   |
| 6.            | «Leave It Behind»                                                                            | 1:58   |
| 7.            | «Gone Away»                                                                                  | 4:28   |
| 8.            | «I Choose»                                                                                   | 3:54   |
| 9.            | «Intermission» (Irving Caesar, Vincent Youmans)                                              | 0:48   |
| 10.           | «All I Want»                                                                                 | 1:54   |
| 11.           | «Way Down the Line»                                                                          | 2:36   |
| 12.           | «Don't Pick It Up»                                                                           | 1:53   |
| 13.           | «Amazed»                                                                                     | 4:25   |
| 14.           | «Change the World» (conté cançó oculta que comença a 6:18 després de 1:33 segons de silenci) | 6:23   |
| Durada total: | Durada total:                                                                                | 42:17  |

- La cançó "Change the World" conté una cançó oculta que comença a 6:18 després de 1:33 segons de silenci. En la versió CD es tracta d'un outro titulat "Kiss My Ass" que diu "I think you guys should try heavy metal, kiss my ass! ah ah ah" (en català, "Nois, crec que hauríeu d'intentar fer heavy metal, beseu-me el cul! ah ah ah"). En la versió vinil s'escolta un outro diferent titulat "Cocktail", i pràcticament s'explica com realitzar un còctel molotov.

## Posicions en llista
| Llista       | Posició | Certificació | Vendes    |
| ------------ | ------- | ------------ | --------- |
| Alemanya     |         | 1x Or        | 250.000   |
| Austràlia    | 2       | 2x Platí     | 140.000   |
| Canadà       | 3       | 2x Platí     | 200.000   |
| Estats Units | 9       | 2x Platí     | 2.000.000 |
| França       | 3       | 1x Platí     |           |
| Itàlia       |         | 1x Or        | 50.000    |
| Japó         | 3       | 1x Platí     | 200.000   |
| Regne Unit   |         | 1x Platí     | 100.000   |

## Personal
The Offspring
- Dexter Holland – Cantant, guitarra rítmica
- Greg K. – Baix
- Noodles – Guitarra solista, veus addicionals
- Ron Welty – Bateria

Música addicionals
- Jello Biafra – Cantant a "Disclaimer"
- Calvert DeForest – Cantant a "Kiss My Ass"/"Cocktail"
- Jason "Blackball" McLean – Veus addicionals a "Mota"
- Paulinho da Costa – Percussió addicional
- Davey Havok – Veus addicionals

Altres
- Dave Jerden – Producció i mescles
- Bryan Carlstrom – Enginyeria
- Brian Jerden – Ajudant d'enginyeria
- Annette Cisneros – Ajudant d'enginyeria
- Eddy Schreye – Masterització
- Bryan Hall – Tecnologia
- Sean Evans – Direcció artística
- Enrique Chagoya – Il·lustracions
- Lisa Haun – Fotografia